# Noyau mésencéphalique du trijumeau
Le noyau mésencéphalique du trijumeau est un des trois noyaux sensitifs du nerf trijumeau.
Il est impliqué dans la proprioception réflexe du parodonte et le contrôle des muscles masticateurs de la mâchoire. Sa fonction est le contrôle de la fermeture de la mâchoire afin de préserver l'intégrité de la dentition.
Pour soutenir cette fonction de protection réflexe, les nerfs mécano-récepteurs du ligament parodontal détectent le mouvement des dents et transmettent ces informations vers le noyau mésencéphalique.
De même, les fibres afférentes des fuseaux musculaires des muscles masticateurs sont stimulées par la contraction de ces muscles. Par contre les récepteurs de l'articulation temporo-mandibulaire et les organes tendineux de Golgi des muscles de la mâchoire ne transmettent pas d'information au noyau mésencéphalique.
Contrairement à de nombreux noyaux du système nerveux central, le noyau mésencéphalique ne contient pas de synapses chimiques mais est électriquement couplé. Les neurones de ce noyau sont  des neurones pseudo-unipolaires qui reçoivent des informations proprioceptives de la mandibule et envoient les informations au noyau moteur trijumeau pour relayer les réflexes de la mâchoire.
Le noyau mésencéphalique est la seule structure du système nerveux central à contenir des corps cellulaires des neurones sensoriels de premier ordre.

## Embryologie
Les neurones pseudo-unipolaires du noyau mésencéphalique dérivent de la crête neurale. Cependant, au lieu de rejoindre le ganglion trijumeau, les neurones migrent dans le tronc cérébral.

## Aspect clinique
Cliniquement, en raison de sa fonction réflexe, le noyau mésencéphalique peut être testé avec le réflexe de la mâchoire.
Du fait de sa fonction dans la proprioception orale, les lésions du noyau trijumeau mésencéphalique provoquent des effets sur l'alimentation.
Le noyau mésencéphalique peut être considéré simplement comme le "noyau de préservation des dents" en empêchant de mordre assez fort pour perdre une dent sur les aliments contenant par exemple. os, pépins de cerises, noyaux d'abricots, etc.